# باسينجستوك
باسينجستوك هي أكبر مدينة في مقاطعة هامبشاير. تقع في وسط جنوب إنجلترا، وتقع عبر واد عند منبع نهر لودون. تقع على بعد 30 ميلاً (48 كم) شمال شرق ساوثهامبتون، و 48 ميلاً (77 كم) جنوب غرب لندن، و 19 ميلاً (31 كم) شمال شرق بلدة المقاطعة والعاصمة السابقة وينشستر. وفقًا لتقديرات السكان لعام 2016، كان عدد سكان المدينة 113.776 نسمة  وهي جزء من منطقة باسينجستوك ودين وجزء من الدائرة الانتخابية البرلمانية في باسينجستوك. غالبًا ما يُطلق على باسينجستوك اسم «دونات سيتي» أو «مدينة الدوار» نظرًا لعدد الممرات الدائرية الكبيرة.

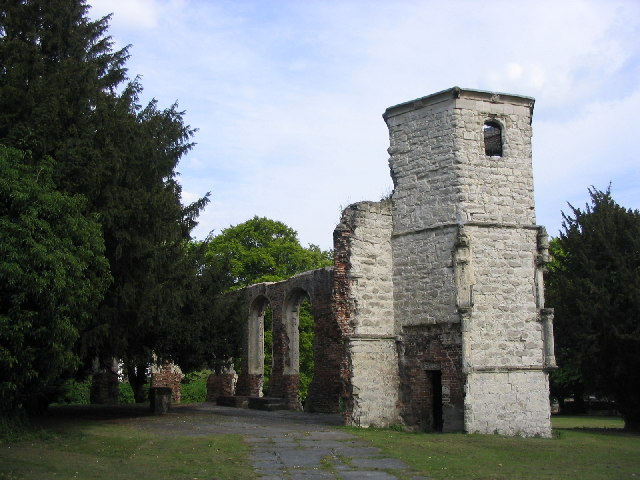
بقايا كنيسة الروح القدس باسينجستوك التي تعود إلى القرن السادس عشر.

باسينجستوك هي مدينة سوق قديمة توسعت في منتصف الستينيات نتيجة لاتفاق بين مجلس مقاطعة لندن ومجلس مقاطعة هامبشاير. تم تطويره سريعًا بعد الحرب العالمية الثانية، جنبًا إلى جنب مع العديد من المدن الأخرى في المملكة المتحدة، من أجل استيعاب جزء من «الانسكاب الزائد» في لندن كما يُنظر إليه بموجب خطة لندن الكبرى في عام 1944. تم ذكر سوق باسينجستوك في كتاب ونشيستر لعام 1086، وظلت مدينة سوق صغيرة حتى أوائل الستينيات. في بداية الحرب العالمية الثانية كان عدد السكان أكثر بقليل من 13000. لا يزال لديها سوق منتظم، لكنها الآن أكبر من تعريف مجلس مقاطعة هامبشاير لمدينة السوق.
أصبحت باسينجستوك مركزًا اقتصاديًا مهمًا خلال النصف الثاني من القرن العشرين، وتضم مواقع المقر الرئيسي لشركة موتورولا.

## التسمية
يُعتقد أن اسم باسينجستوك (990 م) مشتق من موقع المدينة باعتبارها المستوطنة الغربية النائية لشعب باسا. القاعدة، الآن القاعدة القديمة، قرية على بعد ميلين (3 كم) إلى الشرق، يُعتقد أن لها نفس أصل الكلمة، وكانت المستوطنة الأنجلو سكسونية الأصلية للشعب - باسينجاس - بقيادة زعيم قبلي يسمى باسا. وظلت المستوطنة الرئيسية حتى نقلت التغييرات في الكنيسة المحلية القاعدة الدينية من كنيسة القديسة ماري، باسينج، إلى الكنيسة في باسينجستوك.

## التاريخ

### المستوطنات المبكرة
يُعد موقع المخيم من العصر الحجري الحديث الذي يعود تاريخه إلى حوالي 3000 قبل الميلاد بجوار نبع في غرب المدينة أقدم مستوطنة بشرية معروفة هنا، لكن متحف ويليس يحتوي على أدوات ومحاور من الصوان من الحقول المجاورة التي تعود إلى العصر الحجري القديم. يعود تاريخ هيلفورت في وينكلبيري (ميلين (3 كم) غرب وسط المدينة)، والمعروف محليًا باسم مخيم وينكلبيري أو مستديرة وينكلبيري إلى العصر الحديدي وهناك بقايا من العديد من الأعمال الترابية الأخرى حول باسينجستوك. كان موقع معسكر وينكلبيري مقرًا لمدرسة فورت هيل كومينيتي سكول (تم إغلاق هذه المدرسة). بالقرب من الغرب، يمثل الطريق الروماني مسار طريق روماني يمتد من وينشستر إلى سيلشستر. إلى الشرق، كان هناك طريق روماني آخر يمتد من تشيتشيستر عبر القرى النائية لأبتون جراي ومابلدورويل. طريق هارو طريق قديم من العصر الحديدي يمتد إلى جنوب المدينة. كان أول حدث تاريخي مسجل في المنطقة هو هزيمة الملك ثيلريد من ويسيكس وشقيقه ألفريد العظيم في القاعدة القديمة على يد الدنماركيين في 871.

### سوق المدينة
تم تسجيل باسينجستوك كموقع سوق أسبوعي في دومسداي بوك، في عام 1086، وقد أقام سوق الأربعاء العادي منذ 1214.خلال الحرب الأهلية، وحصار باسنغ هاوس بين عامي 1643 و1645، استضافت المدينة أعدادًا كبيرة من البرلمانيين. خلال هذا الوقت، تعرضت كنيسة القديس ميخائيل للتلف أثناء استخدامها كمخزن متفجرات  وتم نزع الرصاص من سطح كنيسة الروح القدس، باسينجستوك  مما أدى إلى تدميرها في نهاية المطاف. تم دمجها في عام 1524، لكنها لم تعد صالحة للاستخدام بعد الحرب الأهلية. شهد القرن السابع عشر أضرارًا جسيمة في جزء كبير من المدينة وكنائسها، بسبب الحرائق الهائلة التي حدثت في عامي 1601 و1656. يُعتقد أن كرومويل بقي هنا في نهاية حصار باسينغ هاوس، وكتب رسالة إلى رئيس مجلس النواب. مجلس العموم خاطب من باسينجستوك.
يبدو أن صناعة الملابس كانت مهمة في تطوير المدينة حتى القرن السابع عشر جنبًا إلى جنب مع الشعير. أصبح التخمير مهمًا خلال القرنين الثامن عشر والتاسع عشر، وكان أقدم مصانع الجعة وأكثرها نجاحًا هو مصنع ماي للجعة، الذي أنشأه توماس وويليام ماي في عام 1750 في شارع بروك.

### التاريخ الفيكتوري
وصلت سكة حديد لندن وساوث ويسترن في عام 1839 من لندن، وفي غضون عام تم تمديدها إلى وينشستر وساوثهامبتون. في عام 1848 قامت شركة منافسة برعاية شركة سكة حديد غريت ويسترن ببناء فرع من ريدينغ. في عام 1854 تم بناء خط لسالزبري من قبل لندن وساوث ويسترن. في القرن التاسع عشر، بدأ باسينجستوك في الانتقال إلى التصنيع الصناعي، وبدأ وليس وهسلم (لاحقًا وليس وستيفن) في إنتاج المعدات الزراعية بما في ذلك آلات الدرس في خمسينيات القرن التاسع عشر، والانتقال إلى إنتاج المحركات البخارية الثابتة في ستينيات القرن التاسع عشر ثم محركات الجر في سبعينيات القرن التاسع عشر.
اثنان من التجار الذين افتتحوا متاجرهم الأولى في غضون عام من بعضهما البعض في المدينة، أصبحا أسماء معروفة على المستوى الوطني: توماس بربري في عام 1856 وألفريد ميلوارد في عام 1857. اشتهر بربري بعد أن اخترع جبردين وأسس ميلوارد سلسلة ميلواردز من متاجر الأحذية، والتي كانت موجودة في كل شارع رئيسي تقريبًا حتى الثمانينيات.
قيل إن المواطنين العاديين أصيبوا بالصدمة من التكتيكات الإنجيلية العاطفية لجيش الإنقاذ عندما وصلوا إلى المدينة في عام 1880، لكن رد فعل أولئك الذين يعملون في مصانع الجعة أو داخل التجارة المرخصة سرعان ما أصبح أكثر عدائية بشكل علني. أصبحت الاشتباكات العنيفة حدثًا معتادًا وبلغت ذروتها يوم الأحد 27 مارس 1881 مع استدعاء القوات لفض النزاع بعد أن قرأ رئيس البلدية قانون مكافحة الشغب. أدت أعمال الشغب وأسبابها إلى تساؤلات في البرلمان وفترة من الشهرة للبلدة. وصفت إحدى الصحف اللندنية المدينة بأنها «بربروس باسينجستوك» في عام 1882.
في عام 1898، بدأ جون إسحاق ثورنيكروفت في إنتاج الشاحنات التي تعمل بالبخار في المدينة وسرعان ما نمت ثورنيكروفت لتصبح أكبر رب عمل في المدينة.

### التاريخ الحديث
كانت باسينجستوك محظوظةً خلال الحرب العالمية الثانية حيث عانت القليل جدًا من أضرار القنابل. سقطت قطعة من القنابل الألمانية في منطقة ساحة الكنيسة في 16 أغسطس 1940. وفي نفس اليوم دمرت القنابل جزءًا من صف من المنازل في طريق برجس. قُتل ستة أشخاص في الغارة. بعد الحرب، كان عدد سكان المدينة 25000 نسمة.
كجزء من خطة لندن أوفرسبيل، إلى جانب أماكن مثل أشفورد وسويندون، تم تطوير باسينجستوك بسرعة في أواخر الستينيات كـ «مدينة موسعة»، بطريقة مماثلة لميلتون كينز. مع زيادة عدد السكان، أنتجت المدينة المزيد من الشخصيات ذات الأهمية الوطنية، مثل الناقد الفني فالديمار يانوشاك والممثلة إليزابيث هيرلي. تم بناء العديد من المباني الإدارية والعقارات الكبيرة، بما في ذلك الطريق الدائري. تم بناء مركز التسوق على مراحل. اكتملت المرحلة الأولى في السبعينيات وتمت تغطيتها لاحقًا في الثمانينيات، وعرفت باسم ذا وكس. اكتملت المرحلة الثانية في أوائل الثمانينيات، وأصبحت المولات. تم التخلي عن المرحلة الثالثة واستخدم الموقع لاحقًا لبناء قاعة الحفلات الموسيقية أنفيل. أعيد بناء الجزء المركزي من مركز التسوق في عام 2002 وأعيد فتحه كمكان للمهرجان. وقد أدى هذا إلى تحسن كبير في آراء المتسوقين في وسط المدينة، ولكن من غير الواضح ما إذا كان قد خفف من الصورة العامة للمدينة.

## الجغرافيا
تقع في واد عبر هامبشاير داونز على ارتفاع متوسط 88 مترًا (289 قدمًا). باسينجستوك هي تقاطع رئيسي بين ريدينغ ونيوبري وأندوفر ووينشستر وألتون، وتقع على طريق التجارة الطبيعي بين الجنوب الغربي من إنجلترا ولندن. كانت المنطقة نوعا من التبادل حتى في العصور القديمة. تم قطعه بواسطة طريق روماني يمتد من الشمال الشرقي إلى الجنوب الغربي، من سيلشستر باتجاه سالزبوري (سوربيودونوم)، وطريق روماني آخر يربط سيلشستر (كاليفا أتريباتوم) في الشمال مع وينشستر (وينشستر البلجيكي) إلى الجنوب. تمثل هذه الطرق السريعة المتقاطعة، جنبًا إلى جنب مع الأراضي الزراعية الجيدة الموجودة هنا، العديد من الفيلات «الرومانية» في المنطقة، والتي أقامها في الغالب نبلاء رومانيون أصليون (فيلا رومانية). كان طريق هارو أقدم من ذلك، وهو مسار من العصر الحجري الحديث، ربما يكون مرتبطًا بتجارة القصدير القديمة، والذي عبر كل جنوب إنجلترا من الغرب إلى الشرق، من كورنوال إلى كنت، مروراً بأندوفر وباسينجستوك.

### الجغرافيا الفيزيائية والجيولوجيا
من الصعب تحديد حجم باسينجستوك وشكلها الدقيق اليوم، حيث لا توجد حدود رسمية واحدة تشمل جميع المناطق المجاورة لتطورها. تمثل المنطقة غير المتكافئة في المدينة الجزء الأكبر منها، ولكن هناك العديد من المناطق التي يمكن اعتبارها جزءًا من المدينة هي أبرشيات منفصلة، وهي شينهام وروكسداون وليشبيت. تشمل المنطقة غير المتميزة ورتينغ التي كانت في السابق قرية منفصلة وأبرشية، تمتد إلى ما بعد الطريق الروماني وحارة كيمبشوت القديمة، والتي يمكن اعتبارها بخلاف ذلك الطرف الغربي «الطبيعي» للمدينة.
بالاعتماد على M3 باعتباره الحد الجنوبي، والطريق الروماني هو الغرب، واعتبار تشينهام بمثابة «الذيل» إلى الشمال الشرقي، يمكن وصف باسينجستوك على أفضل وجه بأنه «على شكل طائرة ورقية» مع توجيه الطرف نحو الجنوب الغربي ويمكن رؤية ذلك بوضوح في صورة جوية للمدينة ومحيطها.
تقع باسينجستوك على طبقة من الطباشير العلوي الطباشيري مع مساحات صغيرة من التربة الطينية، مدمجة مع رقع مختلطة من الطين والصوان. تصطف الرواسب الطينية والطينية الحديثة والبليستوسينية على قاع نهر لودون. يمتد خط ضيق من أسرة القراءة من الدرجة الثالثة بشكل مائل من الشمال الغربي إلى الجنوب الشرقي على طول خط من شيربورن سانت جون عبر بوبلي ودانيشيل والجزء الشمالي من باسينج. إلى الشمال من هذا الخط، الذي يشمل مناطق تشينهام وبيتس هيل، يوجد طين لندن، والذي سمح في الماضي بالتنقيب عن صناعة الطوب والبلاط عالية الجودة.

### الانقسامات والضواحي
إن توسُّع باسينجستوك امتدّ على الكثير من الأراضي الزراعية المحيطة والمساكن المتناثرة، مما حوّلها إلى مجمعات سكنية أو مناطق محلية. تم تصميم العديد من هذه العقارات الجديدة كمجتمعات قائمة بذاتها تقريبًا، مثل ليشبيت تشينهام، بوبلي، وينكلبري، أوكريدج، كيمبشوت، برايتون هيل، فيابليس، ساوث هام، بلاك دام، بوكسكين وساوث هام إكستنشن وهاتش وارين. يعمل M3 كمنطقة عازلة إلى الجنوب من المدينة، ويقيد الخط الجنوبي الغربي الرئيسي التوسع الغربي، بحزام أخضر إلى الشمال والشمال الشرقي، مما يجعل باسينجستوك على شكل طائرة ورقية تقريبًا. نتيجة لذلك، تعتبر قرى كليدسدن ودومر وشيربورن سانت جون وأوكلي، على الرغم من قربها الشديد من حدود المدينة، كيانات متميزة. بوبلي، هاتش وارين وبيغروود يشهدون نموًا سريعًا في السكان.

### الديموغرافيا
ارتفع عدد السكان من حوالي 2500 في عام 1801 إلى أكثر من 52000 في عام 1971؛ أكبر نمو حدث خلال النصف الأخير من القرن العشرين. تم دمج حي باسينجستوك مع مناطق محلية أخرى في عام 1974 لتشكيل حي باسينجستوك ودِيَان. منذ ذلك الحين، كانت معظم بيانات التعداد للمنطقة الأكبر: قبل عام 1974، تم نشر معلومات التعداد للمدينة ككيان منفصل.
تشير الأرقام المنشورة لآخر تعداد سكاني في المملكة المتحدة في عام 2011 لمنطقة باسينجستوك ودين إلى أن عدد السكان يبلغ 167799 نسمة وكثافة سكانية تبلغ 2.7 شخص لكل هكتار - أي ما يقرب من نصف الرقم الوطني فقط. تجاوز عدد النساء عدد الرجال بشكل طفيف، ولوحظت زيادة طفيفة في نسبة السكان الذين تزيد أعمارهم عن 65 عامًا.  شهد القرن الحالي تغيرًا اجتماعيًا سريعًا في المدينة: فبينما تم تصنيف 96.6 في المائة من السكان على أنهم بريطانيون بيض في عام 2001، انخفض هذا الرقم إلى 88.3 في المائة بحلول عام 2011. الآن 4.3 في المائة نشأوا في أماكن أخرى في أوروبا، ووكان 3.4 في المائة من أصل آسيوي. وبالمثل، فيما يتعلق بالدين، كان هناك تغيير كبير: أولئك الذين أعلنوا أنفسهم مسيحيين انخفضوا في غضون عشر سنوات من 74 في المائة إلى 60 في المائة. لم يكن هذا بسبب التدفق الكبير لأتباع الديانات الأخرى، ولكن لأن أولئك الذين لا يعتنقون أي دين زادوا إلى 30 في المائة من السكان بحلول عام 2011. ومن بين النتائج الأخرى في عام 2001، كان 74.33 في المائة يشعرون أنهم بصحة جيدة، 50.98 في المائة كانوا موظفين نشطين اقتصاديًا بدوام كامل (أكثر من 10 في المائة أعلى من المتوسط الوطني) و 48.73 في المائة كانوا يشترون ممتلكاتهم برهن عقاري أو قرض (ما يقرب من 10 في المائة أعلى من المتوسط الوطني). من بين السكان العاملين، سافر 64.2٪ أقل من 10 كيلومترات (6.2 ميل) للعمل. وكانت النسبة الأكبر من المشتغلين 17.67٪ يعملون في العقارات والإيجارات والأنشطة التجارية.

## نظام الحكم
تُعد باسينجستوك جزء من هيكل حكومي محلي من مستويين ويعيد أعضاء مجالس المقاطعات إلى مجلس مقاطعة هامبشاير. عندما حصلت مدينتا ساوثهامبتون وبورتسموث على وضع سلطة وحدوية في عام 1998، أصبحت باسينجستوك أكبر مستوطنة في المقاطعة يديرها مجلس المحافظة، على الرغم من أنها لا تزال ثالث أكبر مستوطنة في المقاطعة الاحتفالية.
باسينجستوك ودِيَان هو مجلس المنطقة المحلي وله مكاتب في وسط المدينة. تجري انتخابات المجلس في 3 من كل 4 سنوات.
بموجب مخطط توأمة البلدة وتوحيدها، توأمة باسينجستوك مع ألونسون في فرنسا، براين لالود في بلجيكا، وأوسكيرشن في ألمانيا.

## المسهلات
تضم قاعة المدينة السابقة، المجاورة للسوق القديم، متحف ويليس (متحف باسينجستوك في الأصل، حتى عام 1956). أسس هذا وأديره ألدرمان جورج دبليو ويليس، صانع ساعات محلي، شغل منصب عمدة باسينجستوك في 1923-24. أسس المتحف في عام 1931 وبدعم كبير من الجمهور تمكن من تجميعه في مجموعة كبيرة عن التاريخ المحلي، مع مجموعة واسعة بشكل خاص (صنعها إلى حد كبير) من أدوات ما قبل التاريخ والساعات العتيقة والساعات. استمر ارتباطه بالمتحف الموسع لمدة أربعين عامًا. موقعه المركزي اليوم هو المكان الذي اعتادت فيه جين أوستن وشقيقتها الذهاب إلى الرقصات. على الرغم من أن رواية أوستن كبرياء وتحامل، التي كتبت عام 1797 ظاهريًا، يُعتقد أنها استندت إلى نظرتها لمجتمع باسينجستوك منذ قرنين.
يقع توب لأوف تاون في قلب باسينجستوك التاريخي، ويضم المتحف في مبنى قاعة المدينة السابق (أعيد بناؤه عام 1832) بالإضافة إلى العديد من المتاجر المحلية والسوق. باسينجستوك هي أيضًا موطن للعديد من المنظمات المسرحية: السندان، وهايماركت، الواقعة في بورصة الذرة السابقة.
فيستيفال بليس، الذي تم افتتاحه في أكتوبر 2002، أعطى دفعة كبيرة لوسط المدينة بينما قام بتحويل مركز تسوق وولكس السابق وساحة السوق الجديدة. بصرف النظر عن مجموعة واسعة من المحلات التجارية، هناك أيضًا مجموعة من المقاهي والمطاعم بالإضافة إلى سينما فيو كبيرة متعددة الشاشات (سابقًا قرن ستير منذ افتتاح مكان المهرجان حتى الاستحواذ في عام 2005؛ تم بيع فيو الموجود مسبقًا في متنزه الترفيه إلى أوديون).
يوجد في وسط باسينجستوك منطقتان أخريان للتسوق: مراكز التسوق وتوب أوف تاون. تراجعت منطقة مراكز التسوق منذ افتتاح فستيفال بليس وإغلاق متجر ألدرس، على الرغم من أنها لا تزال موطنًا للعديد من بائعي التجزئة الرئيسيين. تم شراء عقد الإيجار في عام 2004 من قبل مجموعة ست مودوين للتطوير بالشراكة مع شركة الاستثمار العقاري الكويتية الصالحية، مع توفير إعادة التطوير. بدأت إعادة تطوير المولات في أواخر عام 2010، وتم تجديد مركز التسوق بشكل كبير. تمت إزالة الستائر الموجودة وتركيب مظلة سقف شفافة، لحماية المركز من سوء الأحوال الجوية، ولكن مع السماح بدخول الضوء الطبيعي والهواء. تم إعادة رصف مركز التسوق بالكامل وتركيب أثاث جديد للشوارع. يربطها مدخل بوابة جديد إلى المولات بمحطة السكك الحديدية. تم الانتهاء من إعادة التطوير في الربع الأخير من عام 2011. نفذت مجموعة وايتس أعمال إعادة التطوير باستخدام مجموعة متنوعة من المقاولين من الباطن.
في نوفمبر 2015، كجزء من إعادة تطوير بايزنغ فيو، تم افتتاح جون لويس في المنزل ومتجر ويتروز.

### الرياضة والترفيه
تنقسم الحياة الليلية في المدينة بين ساحة المهرجانات الجديدة، وبيوت الشباب التقليدية في الجزء العلوي من المدينة، مع عدد قليل من الحانات المجتمعية المحلية خارج المنطقة المركزية. يوجد في المدينة أربعة نوادي ليلية، اثنان في المدينة نفسها وواحد على الجانب الشرقي وواحد على بعد ميلين (3.2 كم) في الغرب.
يوجد في ساحة بورتشيستر مركز باسينجستوك الرياضي الذي يحتوي على حوض سباحة تحت الأرض وساونا وجاكوزي وغرفة بخار. يوجد فوق الأرض صالة ألعاب رياضية واستوديوهات أيروبكس وملاعب اسكواش وقاعة رئيسية. هناك أيضًا حضانة مسجلة في أوفستد.

### مجموعات موسيقية
باسينجستوك لديها تنوع كبير للمجموعات الموسيقية التي تتراوح من الفرق النحاسية إلى الأوركسترا السيمفونية. فرقة باسينجستوك الموسيقية هي فرقة رياح تقليدية موجودة الآن منذ أكثر من 35 عامًا. بدأت الفرقة من قبل لوري شو عندما افتتحت مدرسة برايتون هيل المجتمعية في باسينجستوك عام 1975 حيث كان أول مدير مدرسة. شكلت لوري الفرقة كصف مسائي لهواة عازفي الرياح وكانت تعرف بعد ذلك باسم فرقة مركز برايتون هيل.

### وسائل الإعلام
هناك صحيفتان محليتان - باسينجستوك جازيت وباسينجستوك أوبزيرفر. تتم تغطية المدينة أيضًا من قبل صحيفة هامبشاير كرونيكل.
يتم توفير التغطية التلفزيونية المحلية من قبل بي بي سي الجنوب و ITV ميريديان، كما استقبلتا في المدينة.
تخدم باسينجستوك محطات الإذاعة الإقليمية ذا بريز التي تخدم شمال هامبشاير وأجزاء ساري وساسكس وهارت بيركشاير، كما تُبث من ريدينغ ولندن وتوفر أيضًا تغطية إقليمية في المنطقة. بي بي سي بيركشاير متاح في المدينة. المدينة لديها تغطية من الراديو الرقمي. يمكن استقبال محطات بي بي سي وإندبندنت ناشيونال وناو ريدينج في المدينة ، كما يمكن أن تستقبل ضواحي لندن ومحطات ساوث هامبشاير. تم تعزيز تغطية محطات البي بي سي الوطنية و DAB من خلال تتابع صغير جنوب وسط المدينة مباشرة.
المحطة الإذاعية المحلية هي HHCR - إذاعة باسينجستوك المجتمعية، وهي مذيع قائم على الإنترنت افتتح في 3 يونيو 2019 من قبل Cllr ديان تايلور مايور من باسينجستوك ودين. تم العثور عليها عبر أليكسا وتون إن وما إلى ذلك، بالإضافة إلى أن المحطة لديها أيضًا التطبيق الخاص بها. بدأت HHCR البث على مدار الساعة حول البرمجة مع التركيز المحلي على الأخبار والأحداث، حيث تتميز بمجموعة واسعة من أنواع الموسيقى والعروض الخاصة بالعقد، ولكن أيضًا العروض المتخصصة بما في ذلك الشعر. خلال عيد الميلاد 2020، بثت المحطة «ديك ويتينغتون» من قبل فريق لاعبي سيلشستر، والذي تم تعديله من قبل أعضاء فريق الراديو. كفل التبني المبكر للبث المباشر من المنزل الاستمرارية من خلال جائحة كوفيد، مما يعني عدم فقدان أي عروض. يتم تحديث صفحة الفيسبوك الخاصة بمفوضية حقوق الإنسان بشكل منتظم بما يحدث.

## التعليم
قائمة المدارس في باسينجستوك ودين
مدرسة الروح القدس (فيما بعد مدرسة كوين ماري للبنين) كانت مدرسة قواعد تمولها الدولة وتعمل في باسينجستوك لمدة أربعة قرون، من 1556 حتى 1970، وتنتج خريجين معترف بهم على المستوى الوطني مثل Revd. جيلبرت وايت (1720-1793)، عالم طبيعة رائد، ومعلق الكريكيت الشهير، جون أرلوت (1914-1991).
في العصر الحديث، تم تنسيق التعليم في باسينجستوك من قبل مجلس مقاطعة هامبشاير. يوجد في كل حي في البلدة مدرسة ابتدائية واحدة على الأقل، بينما تتوزع المدارس الثانوية حول المدينة في حرم جامعي أكبر. يوجد في باسينجستوك كليتان كبيرتان للتعليم الإضافي: كلية سادسة، كلية كوين ماري (QMC) وكلية باسينجستوك للتكنولوجيا (BCoT). كان لدى جامعة وينشستر حرم جامعي في باسينجستوك (حرم شوت هاوس) تم إغلاقه في يوليو 2011؛ كانت قد قدمت دورات جامعية بدوام كامل وبدوام جزئي في مواضيع تشمل دراسات الطفولة ومسارات الإدارة المختلفة وتنمية المجتمع والصناعات الإبداعية. يمكن لطلاب الرعاية الصحية والاجتماعية بجامعة بورنموث العمل على التنسيب في مستشفى نورث هامبشاير. ومع ذلك، فإن المستشفى يخدم فقط طلاب القبالة.

## المواصلات

### طريق
يقع باسينجستوك بالقرب من التقاطعين 6 و7 من الطريق السريع M3، الذي يتخطى الحافة الجنوبية الشرقية للمدينة، ويربط المدينة بلندن وساوثامبتون والجنوب الغربي. يحيط بالمنطقة الوسطى من المدينة طريق دائري، تم تشييده في الستينيات من القرن الماضي باسم ذا رينغ وتاي، وهو مقسم من الشرق إلى الغرب بواسطة الطريق A3010 (طريق تشرشل). يمتد الطريق السريع A33 شمال شرق ريدينج والطريق السريع M4، والجنوب الغربي إلى وينشستر. يمتد الطريق السريع A30 شرقًا إلى هوك وغربًا إلى سالزبوري. يبدأ A303 على بعد أميال قليلة جنوب غرب باسينجستوك للتوجه غربًا نحو ويلتشير وويست كانتري، حيث يتقاسم الأميال القليلة الأولى مع A30. يمتد الطريق A339 جنوب شرق ألتون والشمال الغربي إلى نيوبري. تشتهر باسينجستوك بوجود كثافة كبيرة من الدوارات، ومع وجود بعض الدوارات الكبيرة التي تتعامل مع حركة المرور من ستة اتجاهات، فإن هذا يضيف فقط إلى الوهم ، كما هو الحال مع حقيقة أن بعض التقاطعات متعددة المستويات على رينغواي لم يتم بناؤها أو اكتمالها.

### سكة حديدية
يمتد خط سكة حديد الخط الجنوبي الغربي الرئيسي شرقًا وغربًا عبر وسط المدينة ومحطة للسكك الحديدية. يربطه هذا الخط بخط غرب إنجلترا الرئيسي إلى سالزبوري وجنوب غرب إنجلترا، ولندن واترلو (أسرع قطار باسينجستوك إلى لندن يستغرق 44 دقيقة)، ينشستر، ساوثامبتون، بورنموث، يموث، وعبر إيستلي إلى فاريهام لاين وخط الساحل الغربي إلى بورتسموث وبرايتون. يتباعد الخط الرئيسي لغرب إنجلترا إلى سالزبوري وإكستر عند تقاطع ورتينج، إلى الغرب. ويمتد فرع باسينجستوك شمال شرق ريدينج، ويقدم خدماته إلى أكسفورد وبرمنغهام وشمال إنجلترا واسكتلندا. كانت المدينة هي المحطة النهائية لسكة حديد باسينجستوك وألتون الخفيفة. يتم تشغيل خدمات السكك الحديدية الحالية من باسينجستوك بواسطة السكك الحديدية الجنوبية الغربية وغرايت وسترن ريلر وكروس كونتري.

### االحافلات
تعمل معظم خدمات الحافلات في المدينة من محطة حافلات باسينجستوك. يتم توفير الغالبية من قبل مجموعة ستيجكوتش من خلال قسم هامبشاير الفرعي. باسينجستوك للنقل المجتمعي والمجتمعات المحلية: تربط حافلة النقل المكوكية الخاصة بالمنتزه والركوب، التي تديرها ستيجكوتش، منتزه باسينجستوك الترفيهي
مع بايزنغ فيو، عبر محطة باسينجستوك للسكك الحديدية. توفر هذه الخدمة خدمة نهارية بفواصل زمنية مدتها 10 دقائق تقريبًا على مدار الأسبوع. يتم توفير خدمة وقت الذروة من قبل المدربين كورتني بين شينهام بيزنس بارك ومحطة السكك الحديدية. تقدم ناشيونال اكسبرسر خدمات حافلات مباشرة إلى لندن ومطار هيثرو وساوثامبتون من محطة الحافلات.

### ركوب الدراجات
لم يكن فصل توفير راكبي الدراجات عن حركة المرور على الطرق الأخرى جزءًا من اختصاص إعادة تطوير البلدة في الستينيات ، وفي عام 1996، كان تصور توفير راكبي الدراجات سيئًا للغاية. تم تطوير إستراتيجية ركوب الدراجات في منطقة باسينجستوك في عام 1999 وبعد ذلك تم تطوير شبكة دراجات واسعة النطاق تستخدم بشكل أساسي الطرق على الطرق أو الطرق الوعرة التي تسير بالتوازي مع الطرق وبجانبها مباشرة. تم ربط باسينجستوك بالقراءة على مسار شبكة الدورات الوطنية 23 في مايو 2003؛ تم تمديد الطريق جنوبًا إلى ألتون وألرسفورد في أبريل 2006.

### قناة باسينجستوك
بدأت قناة باسينجستوك في حوض القناة، حيث توجد السينما في مكان المهرجان تقريبًا. من هناك كانت القناة تسير بمحاذاة نهر لودون متبعة خط إيستروب. يمر طريق القناة القديمة أسفل الطريق الدائري المحيطي ثم يتبع حلقة طويلة جزئيًا على جسر ليمر فوق تيارات صغيرة ومروج مائية باتجاه أولد بايزنغ، حيث يمر المسار حول قصر بايزنغ هاوس المدمر حاليًا ثم يمر عبر وحول المنطقة الحافة الشرقية من القاعدة القديمة. اتبعت حلقة أخرى لتجاوز تيارات صغيرة بالقرب من منزل هاتش العام (تم بناء الكثير من هذا القسم عند بناء M3) وتوجهت عبر الحقول على جسر باتجاه مابليدورويل. لا يزال قسم القناة من آب ناتالي إلى المدخل الغربي لنفق جرايويل موجودًا وهو محمية طبيعية؛ توجد مياه في القناة ويمكن السير في ممر القناة. يسمح ممر مشاة مسموح به عند المدخل الغربي للنفق للمشاة بالوصول إلى ممرات المشاة العامة للوصول إلى المدخل الشرقي للنفق. حدود الملاحة حوالي 500 متر شرق نفق جرايويل. يمكن بعد ذلك التنقل في الأجزاء التي تم تجديدها من القناة شرقًا باتجاه غرب بايفليت حيث تنضم إلى وي الملاحة، والتي يمكن أيضًا التنقل فيها إلى نهر التايمز في ويبريدج.
وقد تم تأخير خطط إعادة ربط باسينجستوك بالأقسام الباقية من القناة عدة مرات في الماضي، ولا يزال هذا هدفًا طويل المدى لجمعية قناة ساري وهامبشاير.

## مواقع دينية
تقع الكنيسة الأنجليكانية للقديس ميخائيل غرب فيستيفال بليس ويعود تاريخ الكنيسة إلى عام 1464؛ قد تكون الكنيسة الجنوبية أقدم. تمت إضافة صحن الكنيسة والممرات بعد 50 عامًا من قبل ريتشارد فوكس، أسقف وينشستر. تم الانتهاء من الكنيسة التذكارية في الزاوية الشمالية الشرقية للكنيسة في عام 1921. لم تكن كنيسة الروح القدس المدمرة، شمال محطة السكة الحديد، مكانًا للعبادة على مدار القرون الأربعة الماضية، وهو أحد آثار الإصلاح. تم بناؤه من قبل اللورد سانديز الأول، ابتداء من عام 1524، عندما أصدر الملك هنري الثامن ميثاق التأسيس. ومع ذلك ، بقي البرج الغربي لمبنى يعود إلى القرن الثالث عشر. إنه محاط بمقبرة قديمة. وليام، اللورد سانديز نفسه مدفون في الكنيسة مع زوجته. كنيسة القديسة مريم إيستروب هي كنيسة قديمة تم توسيعها عام 1912. تم بناء كنيسة جميع القديسين عام 1915، من تصميم تيمبل مور. تم بناء كنيسة القديس بطرس في 1964-5 من تصميم رونالد سيمز وتقع في عقار سكني تم بناؤه في الستينيات. في عام 2014، غطت مجموعة تسمى كنائس مجتمع باسينجستوك منطقة من ست كنائس في المدينة. هناك أيضًا كنيسة «جمعيات الله» تسمى زمالة ويسيكس كريستيان، واثنتان من الكنائس الرومانية الكاثوليكية الجديدة جدًا ، وهما كنيسة سانت بيدي وسانت جوزيف وكنائس للطوائف الأخرى. في عام 2019، بدأت بوابة الكنيسة باسينجستوك شراكة مع منظمة مسيحيون ضد الفقر (CAP) لإطلاق مركز الديون في باسينجستوك.

## الجمعيات الثقافية
باسينجستوك هي كلمة رمزية في أوبرا جيلبرت وسوليفان الكوميدية عام 1887، استخدمها «البارون السيئ» بعد إصلاحه، لتذكير عروسه «ماد مارجريت» بخطتهم لعيش حياة مملة محترمة. في عام 1895، أشار توماس هاردي إلى باسينجستوك باسم «ستوك بارهيلز» في كتابه جود الغامض. تم ذكر المدينة في كتاب أجاثا كريستي وهم يفعلون ذلك بالمرايا ويُعتقد على نطاق واسع أنها موقع ماركت بايزينغ في قصص ميس مربل. مسرحية باتريك وايلد عام 1993، ما مشكلة الغضب؟ تم تعيينه في باسينجستوك. تم تعديله لاحقًا في فيلم كن واقعيًا لعام 1998، والذي تم تصويره في مواقع مختلفة حول باسينجستوك.
كانت مستشفى شمال هامبشاير في باسينجستوك واحدة من مستشفيين تم استخدامهما لتصوير فيلم الكوميديا الناجح للقناة الرابعة الجناح الأخضر. تم تصوير فيلم جورج فورمبي «يتطفل ليقهر» جزئيًا في المدينة عام 1944. وفي عام 1974، أنتج المجلس الوطني الكندي للسينما فيلمًا وثائقيًا هنا باسم باسينجستوك - رونكورن: المدن البريطانية الجديدة. كان مستشفى بارك بريويت مينتال السابق مكانًا لرواية سم في الظل (1953) من تأليف إريك بنفيلد، وهو مؤلف ونحات محلي عمل معالجًا فنيًا في ذلك المستشفى.